# Клируотер (кратер)
Клируотер (О-Клёр) — двойной ударный кратер в Квебеке, Канада, недалеко от Гудзонова залива. Образовался 290 ± 20 млн лет назад (пермский период), вероятно, в результате падения двойного астероида.
Оба кратера заполнены водой и представляют собой озёра — Западный Клируотер и Восточный Клируотер диаметром соответственно 36 и 26 км. Перемычка между водоёмами не сплошная, а образована множеством островов. Кроме того, в Западном Клируотере есть острова, образующие кольцо диаметром около 10 км.